# Vertou
Cet article possède un paronyme, voir Vernoux.
Vertou est une commune de l'Ouest de la France, située dans le département de la Loire-Atlantique, en région Pays de la Loire.
La commune fait partie de la Bretagne historique, dans le Pays nantais. 
Ses habitants sont appelés les Vertaviens.

## Géographie

### Communes limitrophes
Les communes limitrophes sont Saint-Sébastien-sur-Loire, La Haie-Fouassière, Saint-Fiacre-sur-Maine, Château-Thébaud, Le Bignon, Les Sorinières, Rezé, Nantes, Basse-Goulaine et Haute-Goulaine.
Vertou est située au sud-est de Nantes, dans la vallée de la Sèvre Nantaise, dans le vignoble nantais. Le centre-ville de Vertou se trouve à 7 km de celui de Nantes.
| Nantes              | Basse-Goulaine | Haute-Goulaine                            |
| Rezé Les Sorinières | Vertou         | La Haie-Fouassière Saint-Fiacre-sur-Maine |
| Le Bignon           |                | Château-Thébaud                           |

### Géologie
Le sous-sol de la commune peut schématiquement être divisé en trois catégories : les terrains durs, caractérisées par les granites affleurants ; les terrains composés de micaschistes, sur lesquels la vigne a prospéré ; les alluvions modernes, dans le lit des cours d'eau, avec notamment des dépôts de limons et de kaolin qui ont donné lieu à une exploitation pour la fabrication de briques et de tuiles.

### Relief
Le territoire de la commune est un plateau ondulé, traversé par la Sèvre Nantaise. L'altitude moyenne est de 20 mètres au nord de la rivière, et de 45 mètres au sud. Le point le plus bas (1 mètre) se situe au niveau du lit de la Sèvre, au nord-ouest de la commune. Le point le plus haut (56 mètres) est relevé à l'orée de la forêt de Touffou (lieu-dit « La Pile »), au sud de la commune. Le plateau sur lequel la commune se trouve suit une pente d'orientation générale Sud-Est/Nord-Ouest. Il est marqué par les talwegs formés par les ruisseaux rejoignant la Sèvre,.

### Hydrographie

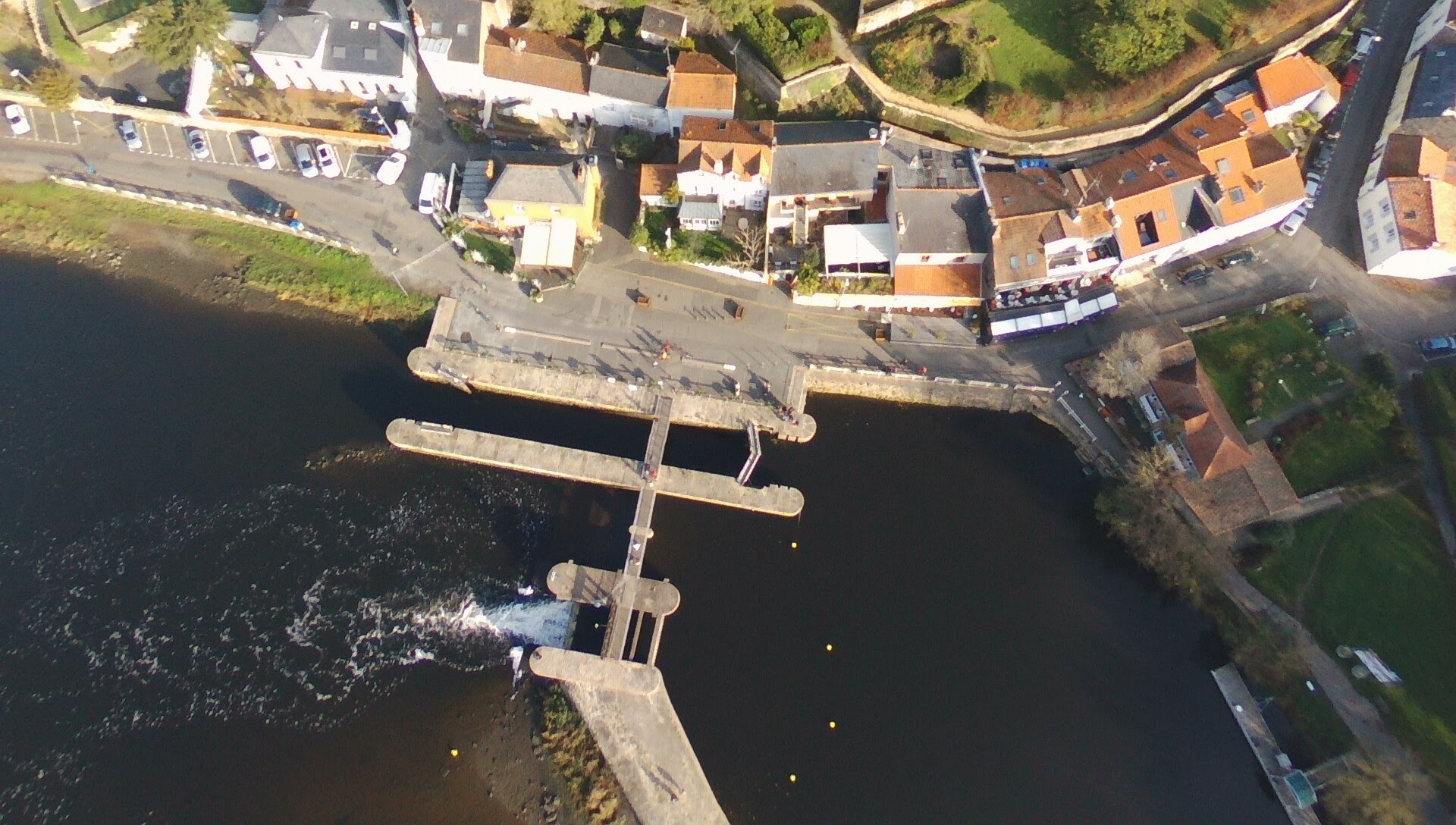
Vue aérienne de l'écluse sur la Sèvre à la Chaussée des Moines, avant les rénovations de 2023.

Vertou est traversée par la Sèvre Nantaise, dont le point de confluence avec la Loire est à 6 km en aval. La commune est également parcourue par les affluents principaux de celle-ci, les trois principaux étant la Maine, la Vertonne et l'Îlette. Des ruisseaux se jetant dans la Sèvre viennent compléter le réseau hydrographique.
Malgré une déclivité assez faible (2 m entre les points d'entrée et de sortie sur la commune), la Sèvre est caractérisée par un débit suffisamment élevé pour avoir permis l'utilisation de l'énergie hydraulique au moyen de moulins, ainsi que l'alimentation d'une tannerie et d'autres équipements industriels. La création au Moyen Âge de la retenue d'eau de la chaussée des Moines a régulé le débit de la Sèvre en amont du bourg, supprimant l'effet de marnage qui a continué de marquer pleinement le régime de la rivière en aval, jusqu'à l'atténuation de cet effet par la construction d'une écluse à l'embouchure sur la Loire.

### Climat
Pour des articles plus généraux, voir Climat des Pays de la Loire et Climat de la Loire-Atlantique.
En 2010, le climat de la commune est de type climat océanique franc, selon une étude du CNRS s'appuyant sur une série de données couvrant la période 1971-2000. En 2020, Météo-France publie une typologie des climats de la France métropolitaine dans laquelle la commune est exposée à un climat océanique et est dans la région climatique  Bretagne orientale et méridionale, Pays nantais, Vendée, caractérisée par une faible pluviométrie en été et une bonne insolation. 
Pour la période 1971-2000, la température annuelle moyenne est de 12,1 °C, avec une amplitude thermique annuelle de 13,8 °C. Le cumul annuel moyen de précipitations est de 816 mm, avec 12,1 jours de précipitations en janvier et 6,2 jours en juillet. Pour la période 1991-2020, la température moyenne annuelle observée sur la station météorologique de Météo-France la plus proche, « Haie-Fouassière », sur la commune de La Haie-Fouassière à 6 km à vol d'oiseau, est de 12,8 °C et le cumul annuel moyen de précipitations est de 858,5 mm,. Pour l'avenir, les paramètres climatiques de la commune estimés pour 2050 selon différents scénarios d'émission de gaz à effet de serre sont consultables sur un site dédié publié par Météo-France en novembre 2022.
| Mois                                  | jan.             | fév.           | mars           | avril         | mai             | juin           | jui.          | août           | sep.          | oct.            | nov.            | déc.           | année     |
| ------------------------------------- | ---------------- | -------------- | -------------- | ------------- | --------------- | -------------- | ------------- | -------------- | ------------- | --------------- | --------------- | -------------- | --------- |
| Température minimale moyenne (°C)     | 3,2              | 2,7            | 4,5            | 6,2           | 9,5             | 12,3           | 13,9          | 13,7           | 10,9          | 8,9             | 5,6             | 3,5            | 7,9       |
| Température moyenne (°C)              | 6,3              | 6,6            | 9,2            | 11,6          | 15,1            | 18,2           | 20            | 19,9           | 17            | 13,5            | 9,3             | 6,7            | 12,8      |
| Température maximale moyenne (°C)     | 9,3              | 10,6           | 13,9           | 17            | 20,6            | 24,1           | 26,1          | 26,2           | 23            | 18              | 12,9            | 9,9            | 17,6      |
| Record de froid (°C) date du record   | −13,2 20.01.1963 | −14 10.02.1986 | −10,8 01.03.05 | −4 01.04.1963 | −0,6 14.05.1995 | 1,5 02.06.1962 | 6 07.07.1962  | 4,6 20.08.1964 | 1,3 26.09.10  | −4,6 30.10.1997 | −7,5 21.11.1993 | −12 28.12.1962 | −14 1986  |
| Record de chaleur (°C) date du record | 18,5 27.01.03    | 24,1 27.02.19  | 26 20.03.05    | 30,2 30.04.05 | 33,6 26.05.17   | 39,6 27.06.19  | 39,5 23.07.19 | 40,5 07.08.20  | 36 01.09.1961 | 28,8 03.10.11   | 22,9 01.11.15   | 19 16.12.1989  | 40,5 2020 |
| Précipitations (mm)                   | 96,5             | 72,2           | 61,5           | 63,1          | 58,5            | 48,1           | 45            | 50             | 67,8          | 91,4            | 97,9            | 106,5          | 858,5     |

### Faune et flore
De nombreuses espèces protégées ont été recensées sur le territoire de la commune.
La faune terrestre est typique des espaces bocagers, forestiers, humides et aquatiques. Elle est composée de petits animaux (passereaux, mammifères, rapaces, batraciens, auxquels s'ajoutent des espèces, parfois introduites par l'Homme, tels que des lièvres, faisans, perdrix, etc.). La qualité des cours d'eau ne permet que la présence de poissons aptes à vivre dans un milieu peu oxygéné. Les deux zones abritant les faunes les plus riches sont la vallée de la Sèvre, et, dans une moindre mesure, la forêt de Touffou.
On rencontre sur la commune des espèces de chênes (rouvre et pédonculé), des châtaigniers, charmes, ormes, érables champêtres, noisetiers. Des frênes, saules et peupliers figurent également dans les zones les plus humides.

### Voies de communication et transports

#### Réseau routier
Le nord de la commune est bordé par la RD 149 (qui rejoint la RN 249) et par le boulevard périphérique de Nantes (RN 844), alors que l'échangeur de la porte des Sorinières, situé sur la commune de Vertou, est un accès à l'autoroute A83. La desserte secondaire est constituée des routes départementales 59, 105 et 115. Ces voies sont reliées par une « rocade », dite « voie de l'hameçon » en raison de sa forme sur les cartes routières, qui contourne le centre-ville de Vertou,.

#### Voies ferroviaires
Vertou est traversé la ligne ferroviaire Nantes - Saintes. En 2003, la ville de Vertou, et celle de Saint-Sébastien-sur-Loire, la SNCF et le conseil régional des Pays de la Loire ont mis en place une ligne de TER dans l'agglomération. Il s'agit de la ligne 31 du réseau TER Pays de la Loire, qui relie, en 10 minutes, la gare de Nantes à celle de Vertou. Celle-ci est dotée d'un parking relais.
En 2011, cette liaison TER a été remplacée par le tram-train de Nantes à Clisson.

#### Transports en commun
Vertou est desservie par la ligne 4 du Busway qui permet de relier en 20 minutes la porte de Vertou à la place Maréchal-Foch (terminus Foch ─ Cathédrale) à Nantes, en empruntant la route de Clisson.
La commune est également desservie par 6 lignes de bus (28, 42, 47, 60, 97 et E4) du réseau TAN, et par les lignes 331 et 333 (au niveau de la gare de Vertou) et 332 (au départ de la porte de Vertou) du réseau régional Aléop.

#### Voie fluviale

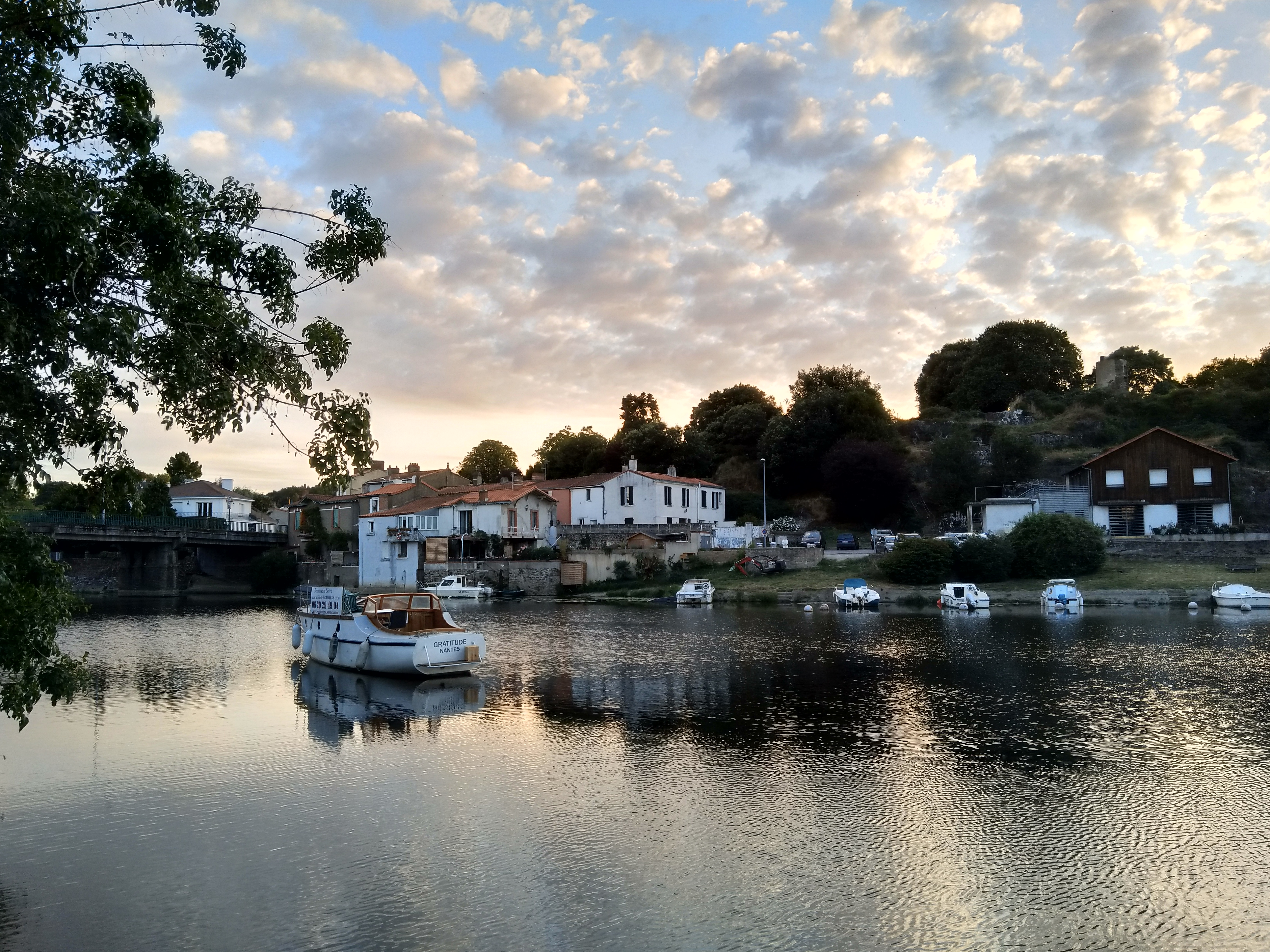
Le long de la Sèvre nantaise, près du Parc de la Sèvre.

La Sèvre, navigable, est empruntée pour les promenades fluviales.

## Urbanisme

### Typologie
Au 1er janvier 2024, Vertou est catégorisée ceinture urbaine, selon la nouvelle grille communale de densité à sept niveaux définie par l'Insee en 2022.
Elle appartient à l'unité urbaine de Nantes, une agglomération intra-départementale regroupant 22  communes, dont elle est une commune de la banlieue,,. Par ailleurs la commune fait partie de l'aire d'attraction de Nantes, dont elle est une commune de la couronne,. Cette aire, qui regroupe 116 communes, est catégorisée dans les aires de 700 000 habitants ou plus (hors Paris),.

### Occupation des sols
L'occupation des sols de la commune, telle qu'elle ressort de la base de données européenne d’occupation biophysique des sols Corine Land Cover (CLC), est marquée par l'importance des territoires agricoles (57,5 % en 2018), en diminution par rapport à 1990 (63,7 %). La répartition détaillée en 2018 est la suivante : 
zones urbanisées (27,4 %), cultures permanentes (21,1 %), zones agricoles hétérogènes (18,9 %), prairies (15,2 %), forêts (9 %), zones industrielles ou commerciales et réseaux de communication (4,5 %), terres arables (2,3 %), espaces verts artificialisés, non agricoles (1,2 %), mines, décharges et chantiers (0,3 %). L'évolution de l’occupation des sols de la commune et de ses infrastructures peut être observée sur les différentes représentations cartographiques du territoire : la carte de Cassini (XVIIIe siècle), la carte d'état-major (1820-1866) et les cartes ou photos aériennes de l'IGN pour la période actuelle (1950 à aujourd'hui).

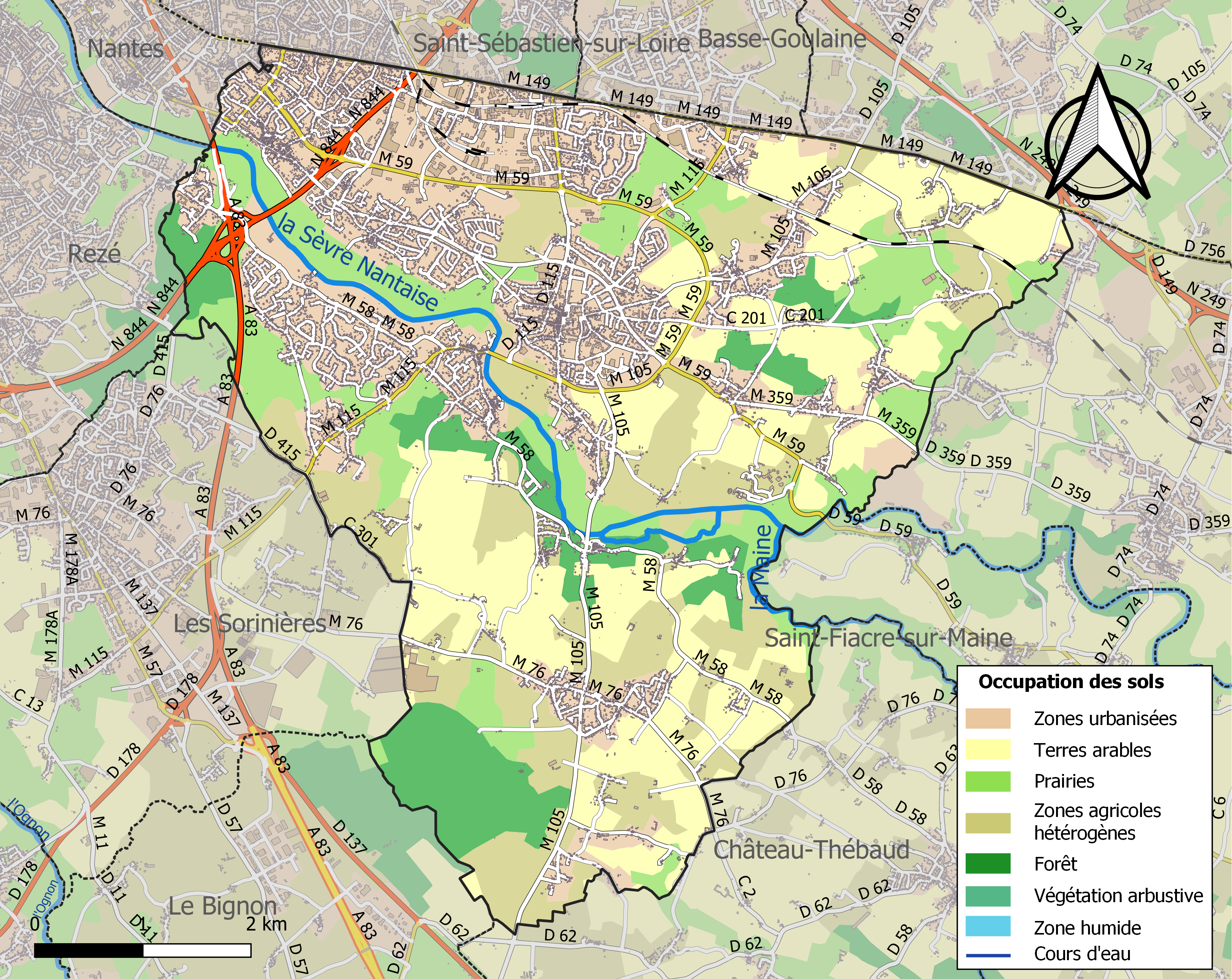
Carte des infrastructures et de l'occupation des sols de la commune en 2018 (CLC).

### Morphologie urbaine
Les principaux quartiers de Vertou sont le Centre-ville, Beautour, le Chêne, les Pégers-Reigniers, le Planty, la Grammoire, les Viviers, Portillon, la Rousselière et la Grassinière.
La commune n'est pas totalement urbanisée. Une partie de son territoire reste consacrée à l'agriculture, en particulier au vignoble du Muscadet.

#### Organisation de l'habitat
Le principal pôle est le bourg (centre-ville). Groupées autour de l'église, qui est placée sur le point le plus haut, le bâti le plus ancien est dense, présente des cours intérieures, et les voies sont étroites. Ce type d'organisation est caractéristique du vignoble nantais. On retrouve cet aspect dans les quartiers du Chêne et de Beautour.
Aux XVIIIe et XIXe siècles, le sud du bourg a été enrichi de demeures plus vastes, souvent entourées d'un parc. Ce type de constructions se retrouve tout au long de la Sèvre.
Les zones rurales présentent des villages groupant plusieurs maisons, plus nombreuses lorsque les sites sont liés à l'exploitation de la vigne, au contraire des zones de polyculture.

#### Beautour
Beautour est un bourg important (il y a plus de 5 000 Beautourois) dans le nord-ouest de la commune. C'est un ancien quartier industriel au bord de la Sèvre Nantaise vivant autrefois au rythme de la conserverie Tertrais (construite en 1853) et des maraichers qui occupaient les bords de Sèvre (Vinet/Garnier), une des premières parties de Vertou à être agglomérée à Nantes. À Beautour, on retrouve des lieux remarquables tels que la Cale de Beautour (au bord de la Sèvre avec son parc, un point de départ pour des randonnées et son aire de jeux), la route de Nantes (avec dans la partie la plus anciennement construite du quartier, l'ancienne chapelle Notre-Dame-des-Victoires, devenue, depuis 2016, l'église orthodoxe des Saints-Apôtres-Pierre-et-Paul) et la place de la Poste (bibliothèque).

#### Le Chêne
Aujourd'hui vaste quartier résidentiel des bords de Sèvre, à un kilomètre du centre de Vertou, Le Chêne a été, jusque dans les années 1970, un village animé et populaire. Longtemps seul point de passage vers la rive gauche de la Sèvre et la moitié sud-ouest de la commune, par la chaussée des moines puis par le pont, ce village, peuplé essentiellement de marins, de charpentiers, de lavandières et d'agriculteurs au XIXe siècle, est progressivement devenu au siècle suivant un village d'ouvriers et d'employés. Localité pittoresque, aux ruelles étroites, blottie au pied d'un coteau appartenant au massif armoricain qui porte encore la tour d'un ancien moulin à vent datant de 1817, Le Chêne est une destination de choix pour les promeneurs et les artistes (« Centre d'expression et de créativité du Moulin Gautron », espace d'exposition de l'Atelier dans les anciens chantiers Bureau).
Le moulin du Chêne, moulin tour à vent emblématique de ce quartier ancien de Vertou, fut érigé en 1817 sur l'un des coteaux culminants de Vertou et exploité par les meuniers et fariniers Sorin.
À l'origine, il se situait à l'angle des rues de la Sansonnière et des Pinsons, en structure bois (moulin Turquois), construite au XVIIe siècle. L'« Association sociale et solidaire pour le patrimoine vertavien », créée fin 2015, s'est fixé pour but d'obtenir la restauration, la mise en valeur et l'animation de ce moulin et de son environnement.
Le site du Coteau est exceptionnel, car il est l'un des seuls connus à regrouper, un moulin à vent, et un moulin à eau , le moulin Gautron au bord de la rivière. Du Coteau s'offre une belle vue panoramique sur le bourg, la rivière et les alentours.

#### La barbinière
En prolongement du village du Chêne vers le château de la Frémoire et le village de Portillon, le long de la rive gauche de la rivière, se trouve l'ancien village de la barbinière. Au XIXe siècle, c'est à cet endroit que vivaient de nombreuses familles de marins, de charpentiers de bateaux, et de lavandières. On venait de loin pour y recruter les meilleurs marins embarqués sur les bricks marchands à Nantes, qui naviguaient vers les colonies françaises pour ramener le sucre et les épices. De nombreuses maisons de vignerons et de marins sont organisées autour la grande place de la barbinière au centre du village.

#### Développement urbain récent
Au cours du XXe siècle, Vertou a connu une croissance urbaine liée à l'expansion de Nantes. Plus particulièrement après la Seconde Guerre mondiale, la route de Clisson et la voie ferrée, au nord de la commune, ont constitué un axe d'urbanisation. La présence de la Sèvre et du vignoble ont limité cette évolution, seuls les villages du nord de la commune se sont fondus dans l'agglomération nantaise.

### Logement
En 2009, l'Insee dénombrait dans la commune un total de 8 980 résidences reparties en 8 513 résidences principales, 146 résidences secondaires et 321 logements vacants. Toujours en 2009, 6 780 ménages étaient propriétaires de leur résidence principale, 1 638 en étaient locataires (dont 364 dans un logement HLM) et 95 y étaient logées gratuitement. En 2006, 40 % des résidences avaient été construites depuis 1982.
|                        | 1968  | 1975  | 1982  | 1990  | 1999  | 2009  |
| Résidences principales | 3 339 | 4 007 | 4 959 | 6 031 | 7 226 | 8 513 |
| Résidences secondaires | 170   | 165   | 126   | 135   | 101   | 146   |
| Résidences vacantes    | 164   | 339   | 246   | 281   | 199   | 321   |

## Toponymie
Le nom de la localité est d'abord attesté sous la forme Vertavus dans un texte latin  du IXe siècle (locus qui Vertavus dicitur), ainsi qu'en 1123, toujours sous une forme latine Vertavum. La forme Vertou apparaît dès 1287, puis on trouve Saint Martyn de Verte en 1366, Vertou en 1709.
L'origine du nom de la commune semble être celtique, (le gaulois et le breton étant des langues celtiques). Albert Dauzat et Charles Rostaing attribuent cependant au radical Vert- une origine pré-celtique, mais ils n'excluent pas la possibilité d'un nom de personne gaulois *Vertus non attesté, étant donné l'association de cet élément Vert- à des suffixes et des appellatifs typiquement gaulois comme ialon « clairière » dans Vertheuil. En tout cas, ils identifient clairement le suffixe gaulois -avum (autrement noté -avu ou -avo(n)) qui a régulièrement abouti à -ou dans l'ouest de la France, mais dont la signification est assez vague. Ernest Nègre leur reprend l'idée d'un anthroponyme, mais il en gallicise la désinence en Vertos, nom de personne apparemment attesté. Xavier Delamarre a d'abord proposé un *Uer-tauus (que l'on peut noter autrement *Vertavus) « très silencieux », dont le premier élément Ver- s'explique par le gaulois uer (ver), qui est un préfixe à valeur augmentative, et tauo- (tavo-) « silencieux, tranquille » ; cf. vieil irlandais tó, tóe, silencieux ; gallois taw, silence ; breton tevel, se taire. Cependant, il considère la solution préconisée par Ernest Nègre, c'est-à-dire *Uert-āuon (*Vertavon) comme tout aussi valable.
D'autres supposent que le toponyme est breton, c'est-à-dire brittonique,. Le nom serait un composé des éléments ver « ruisseau » et taw « paix »,. Cependant, l'existence de ces mots bretons n'est pas avérée et Vertou est situé en dehors de l'aire de diffusion de la toponymie brittonique. De plus, il existe d'autres Vertou(x) hors de Bretagne, ainsi Vertou lieu-dit à Olonne-sur-Mer (Vendée) et Vertoux à Lhommaizé (Poitou).
On peut remarquer la relation qui existe entre le nom de Vertou et celui de la Vertonne, dont le cours entoure par le nord le site primitif de la commune : ils contiennent tous les deux l'élément Vert-. Le même lien existe entre la Vertonne (Vendée) et Vertou à Olonne-sur-Mer.
En gallo, le nom de la commune est également Vertou.
La forme bretonne proposée par l'Office public de la langue bretonne est Gwerzhav.

## Histoire

### Préhistoire et Antiquité
Dans l'Antiquité, le territoire aurait été peuplé par le peuple gaulois des Ambilatres, tribu gauloise vivant sur la rive sud de la Loire, notamment dans la cité voisine de Ratiatum (Rezé) et faisait partie de la fédération des peuples pictons. Il est également possible que les Anagnutes aient peuplé la région.

### Martin de Vertou
Vers 575, saint Martin fonde à Vertou une communauté de moines dans deux abbayes.

### Invasion viking et domination bretonne
Face aux attaques et razzias vikings, le territoire, situé sur la rive sud de la Loire, participe à la défense du Bas-Poitou en organisant une défense collective sous l'autorité du Comté d'Herbauges.
Vers le milieu du IXe siècle, après plusieurs victoires des troupes bretonnes, commandées par Nominoé, sur les Francs, une partie du pays d'Herbauges est rattachée à la Bretagne et constitue une Marche au sud de Nantes.

### Domination angevine
En 984, Geoffroy Grisegonelle comte d'Anjou, prend possession du Sud Loire et fortifie les possessions angevines au sud de Nantes, notamment par la construction du donjon du Pallet. En effet, Geoffroy Grisegonelle fait édifier une forteresse au Pallet (dont il reste de nos jours un grand donjon). Geoffroy Ier étend le domaine angevin jusqu’à la Sèvre Nantaise. Ce puissant fortin permettait à Geoffroy de contrôler la vallée de la Sèvre Nantaise ainsi que les voies d’accès entre le Poitou et le Comté de Nantes. La garnison angevine basée au château du Pallet sécurisait la contrée et favorisa la colonisation angevine. La possession de ce bastion consacrait l’hégémonie de l'Anjou dans le Sud Loire jusqu’au limite du pays de Retz et de la Sèvre Nantaise. La puissance angevine profita de la construction du donjon du Pallet pour permettre, vers l'an 1000, la fondation d'un monastère très important à Vertou par les moines de l'abbaye Saint-Jouin de Marnes du Poitou près de Thouars. La mainmise angevine sur le Sud-Loire nantais se maintiendra jusqu'à la fin du XIIe siècle.

### Duché de Bretagne
Entre 1470 et 1650, les moines entreprennent de grands travaux, dont la fameuse « Chaussée des Moines » dans le but de régulariser le cours de la Sèvre Nantaise et la rendre navigable.
Le vignoble fut accru à la demande de François II, duc de Bretagne au XVe siècle [source et référence inconnues].

### De la Révolution à la Seconde Guerre mondiale
Le bourg de Vertou est presque entièrement détruit pendant la Révolution, lors des affrontements entre Blancs et Bleus en 1793.
Les premières écluses sur la Sèvre sont construites au XVIIe siècle. La grande écluse actuelle, construite par Pierre Desprez, accueille son premier bateau le 3 septembre 1755. Vertou devient une ville fluviale importante grâce au commerce florissant du vin sur la Sèvre Nantaise, avec nombre de chargements de vins entre le Port-Domino et le Chêne. En 1830, 1 639 bateaux traversent la Chaussée, portant 13 082 tonnes de marchandises…
Le 31 mai 1865, son démembrement donne naissance à la commune des Sorinières.

### Depuis la Seconde Guerre mondiale
Maintenant l'activité portuaire a disparu mais l'activité viticole existe encore même si l'urbanisation fait toujours reculer le vignoble.

## Politique et administration

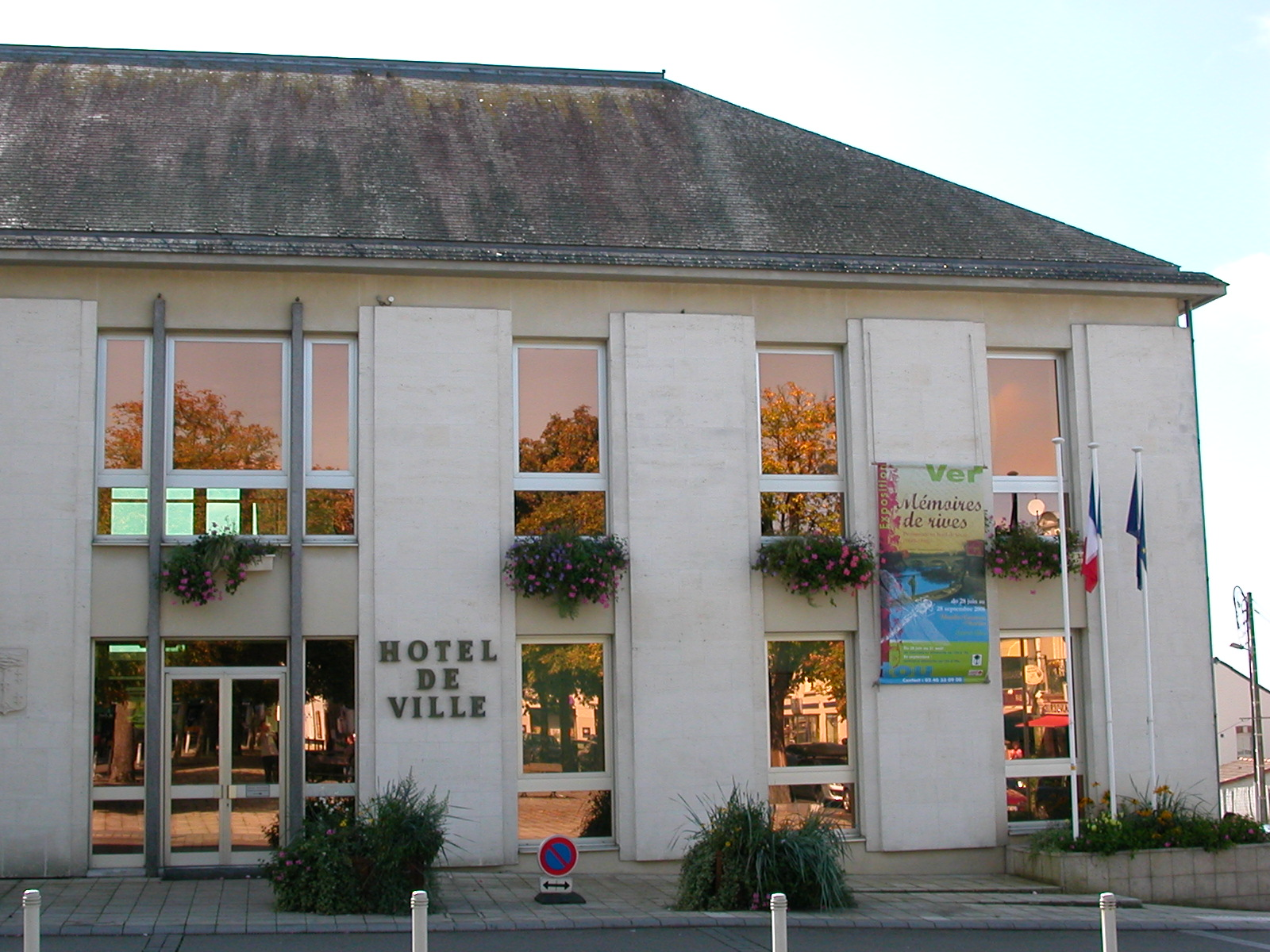
La mairie de Vertou.

### Tendances politiques et résultats
En 2008, l'élection municipale a vu la liste « Vertou, c'est vous », conduite par M. Laurent Dejoie, obtenir la majorité absolue dès le 1er tour avec 57,51 % des voix, ce qui lui octroie 28 sièges au conseil municipal, devant la liste « Vertou pour tous aujourd'hui et demain » conduite par Mme Martine L'Hostis (33,20 %, 6 sièges). L'abstention a atteint 31,71 %. M. Dejoie a été par la suite élu maire par le conseil municipal.
Le décompte des votes du 1er tour de l'élection présidentielle 2012 a révélé à Vertou un taux d'abstention de 11,78 %, inférieur au taux national (19,55 %). Les électeurs vertaviens ont principalement voté pour F. Hollande (31,49 %), N. Sarkozy (29,77 %), F. Bayrou (12,71 %) et M. Le Pen (9,22 %). M. Hollande obtient 3 % de plus qu'au niveau national, M. Sarkozy 2,5 % de plus (respectivement 28,63 % et 27,18 %). Au second tour, avec une abstention (11,78 %) nettement inférieure à celle du pays entier, Vertou vote majoritairement pour M. Hollande (53,81 %), devant M. Sarkozy (46,19 %), résultat légèrement différent de celui de l'ensemble du pays (respectivement 51,64 % et 48,36 %).
Le député de Vertou (10e circonscription) est Mme Sophie Errante (Parti socialiste) qui, lors des élections législatives de 2012, avec 50,41 % arrive devant son opposant, M. Laurent Dejoie (Union pour un mouvement populaire, 49,59 %) en ce qui concerne les votes vertaviens au second tour. Au premier tour, Mme Errante avait obtenu à Vertou 38,53 %, M. Dejoie 42,59 %, M. Leca (Front national) 5,11 %, M. Nicolon (Europe Écologie Les Verts) 5,02 %, et M. Maia (Front de gauche) 4,58 %, aucun autre candidat ne dépassant les 4 %. L'abstention a été respectivement de 33,61 % et 34,40 %, des taux très inférieurs à ceux constatés au niveau national (44,60 % et 42,72 %).

### Administration municipale
Les services municipaux sont organisés en 2 grandes directions distinctes et un Cabinet :
- Direction Générale des Services, animant les services suivants :
  - Famille et Solidarité (enfance-jeunesse, scolaire, solidarité)
  - Services Techniques et Aménagement (aménagement et urbanisme, achat public, environnement, bâtiments)
  - Administration générale (formalités administratives, police municipale, archives-documentation)
  - Animation de la Cité (sport, culture, vie associative)
  - des Moyens internes (Finances, Ressources humaines, Systèmes d’information)
- Direction de la Communication
- Cabinet du Maire

Les services sont répartis sur plusieurs sites : Hôtel de Ville , Maire annexe de Beautour (quartier de Vertou), Centre Communal d'Action Sociale, Centres de loisirs, Multi-accueils, Centre technique et pépinière, écoles et restaurants scolaires, équipements sportifs, salles municipales, Libre-cour, Cour et jardin...

### Intercommunalité
Vertou fait partie de Nantes Métropole. La ville y est représentée par le maire et quatre élus communautaires.
Elle est également membre du pays du Vignoble nantais pour la compétence culture-patrimoine.

### Fiscalité
| Taxe                                                | Taux appliqué (part communale) | Recettes dégagées en € |
| --------------------------------------------------- | ------------------------------ | ---------------------- |
| Taxe d'habitation (TH)                              | 19,57 %                        | 6 061 000              |
| Taxe foncière sur les propriétés bâties (TFPB)      | 21,23 %                        | 5 167 000              |
| Taxe foncière sur les propriétés non bâties (TFPNB) | 71,76 %                        | 203 000                |

### Sécurité, instances judiciaire et administrative
La commune dépend de la cour d'appel de Rennes, du tribunal de grande instance et d'instance ainsi que du tribunal de commerce et du conseil de prud'hommes de Nantes. Elle dépend également de la cour administrative d'appel de Nantes.

### Budget
| Évolution de l'endettement (en milliers d’€) | Évolution des dépenses d’équipement (en milliers d’€) |

### Jumelages
Vertou est jumelée avec :
 Morges (Suisse) depuis le 25 août 1957,.

## Population et société

### Démographie
Selon le classement établi par l'Insee, Vertou est une commune urbaine faisant partie d'un grand pôle, une des 24 communes de l'unité urbaine de Nantes ; elle fait donc partie de l'aire urbaine de Nantes.

#### Évolution démographique
La commune est démembrée partiellement en 1865 (conjointement avec Le Bignon et Pont-Saint-Martin) pour permettre la création des Sorinières.
L'évolution du nombre d'habitants est connue à travers les recensements de la population effectués dans la commune depuis 1793. Pour les communes de plus de 10 000 habitants les recensements ont lieu chaque année à la suite d'une enquête par sondage auprès d'un échantillon d'adresses représentant 8 % de leurs logements, contrairement aux autres communes qui ont un recensement réel tous les cinq ans,.

En 2022, la commune comptait 26 048 habitants, en évolution de +10,46 % par rapport à 2016 (Loire-Atlantique : +6,68 %, France hors Mayotte : +2,11 %).
| 1793  | 1800  | 1806  | 1821  | 1831  | 1836  | 1841  | 1846  | 1851  |
| ----- | ----- | ----- | ----- | ----- | ----- | ----- | ----- | ----- |
| 5 200 | 3 260 | 4 461 | 5 773 | 5 686 | 5 480 | 5 635 | 5 635 | 5 949 |

| 1856  | 1861  | 1866  | 1872  | 1876  | 1881  | 1886  | 1891  | 1896  |
| ----- | ----- | ----- | ----- | ----- | ----- | ----- | ----- | ----- |
| 6 015 | 6 313 | 5 706 | 5 588 | 5 471 | 5 376 | 5 455 | 5 602 | 5 321 |

| 1901  | 1906  | 1911  | 1921  | 1926  | 1931  | 1936  | 1946  | 1954  |
| ----- | ----- | ----- | ----- | ----- | ----- | ----- | ----- | ----- |
| 5 388 | 5 464 | 5 490 | 5 716 | 6 142 | 6 330 | 6 877 | 7 985 | 9 223 |

| 1962   | 1968   | 1975   | 1982   | 1990   | 1999   | 2006   | 2011   | 2016   |
| ------ | ------ | ------ | ------ | ------ | ------ | ------ | ------ | ------ |
| 11 100 | 12 089 | 13 853 | 15 631 | 18 235 | 20 261 | 21 091 | 21 681 | 23 581 |

| 2021   | 2022   | - | - | - | - | - | - | - |
| ------ | ------ | - | - | - | - | - | - | - |
| 26 002 | 26 048 | - | - | - | - | - | - | - |

#### Pyramide des âges
La population de la commune est relativement jeune.
En 2018, le taux de personnes d'un âge inférieur à 30 ans s'élève à 34,1 %, soit en dessous de la moyenne départementale (37,3 %). À l'inverse, le taux de personnes d'âge supérieur à 60 ans est de 26,1 % la même année, alors qu'il est de 23,8 % au niveau départemental.
En 2018, la commune comptait 12 087 hommes pour 12 958 femmes, soit un taux de 51,74 % de femmes, légèrement supérieur au taux départemental (51,42 %).
Les pyramides des âges de la commune et du département s'établissent comme suit.
| Hommes | Classe d’âge | Femmes |
| ------ | ------------ | ------ |
| 0,4    | 90 ou +      | 1,8    |
| 7,2    | 75-89 ans    | 8,7    |
| 16,6   | 60-74 ans    | 17,5   |
| 22,3   | 45-59 ans    | 21,6   |
| 17,6   | 30-44 ans    | 18,1   |
| 16,8   | 15-29 ans    | 14,8   |
| 19,1   | 0-14 ans     | 17,6   |

| Hommes | Classe d’âge | Femmes |
| ------ | ------------ | ------ |
| 0,6    | 90 ou +      | 1,8    |
| 6      | 75-89 ans    | 8,6    |
| 15,1   | 60-74 ans    | 16,4   |
| 19,4   | 45-59 ans    | 18,8   |
| 20,1   | 30-44 ans    | 19,3   |
| 19,2   | 15-29 ans    | 17,4   |
| 19,5   | 0-14 ans     | 17,6   |

### Équipements
La commune est équipée entre autres de la bibliothèque Libre-cour, du cinéma Le Vaillant, d'un hippodrome, d'une école de musique et de danse, disposant d'un auditorium. Historiquement, les équipements communaux sont concentrés près du bourg et à Beautour.

### Enseignement
La commune dépend de l'académie de Nantes.
Au 1er décembre 2012, Vertou compte six groupes scolaires, dont deux écoles privées. Chaque établissement propose une école maternelle et une école élémentaire. Ces établissements ont pour nom Les Treilles, L'Enclos, Henri-Lesage, Les Reigniers, Saint-Martin/Saint-Joseph (privé) et La Sainte-Famille (privé).
La commune abrite également trois établissements d'enseignement secondaire : les collèges Jean-Monnet (public), Lucie-Aubrac (public) et Saint-Blaise (privé). Le collège Saint-Blaise est un des plus grands collèges de la région Pays de Loire.[réf. souhaitée]

### Manifestations culturelles et festivités
Ciel ! Nos « Ayeux », biennale généalogique de Vertou, créée en 2005 par l'Association généalogique vertavienne en partenariat avec la ville de Vertou, a lieu au printemps les années impaires à la salle Sèvre et Maine.
Le festival « Charivari » a été créé en juin 2009. Cet événement se déroule une fois par an, sur deux jours, au cours desquels le public peut assister à une trentaine de manifestations (concerts, danses, expos, théâtre). Les trois premières éditions se sont tenues dans le parc de la Sèvre, et il en sera de même pour la quatrième, programmée en juin 2013.
La Ville de Vertou organise également chaque année, en octobre, les « Rencontres d'Illustrateurs », événement culturel ayant acquis aujourd'hui une très belle notoriété nationale auprès des illustrateurs de livres pour enfants. Cet événement a lieu chaque année à Libre Cour, la bibliothèque de Vertou.

### Santé
Le siège du Centre Hospitalier Sèvre et Loire (CHSL), antérieurement dénommé Hôpital intercommunal Sèvre et Loire, est situé rue Alphonse-Fillion. Il est l'un des cinq sites hospitaliers  disposant de 233 lits dont 25 lits de médecine, 26 lits de soins de suite et de réadaptation, 27 lits de soins de longue durée et 155 d'EHPAD,.

### Sports

#### Équipements
La commune est dotée de trois grandes structures sportives :
- le complexe Sèvre-et-Maine ;
- le complexe Raymond-Durand ;
- le parc paysager et sportif des Échalonnières (le plus récent, qui comporte notamment un terrain de football avec une tribune de 500 places et un gymnase de même capacité d'accueil[M 8]).

Ont également été construits sur la commune : une piscine, une base de canoë-kayak (sur la Sèvre), un pas de tir à l’arc, une salle spécifique de gymnastique, une salle de dojo, une salle consacrée à la pratique du tennis de table, etc.

#### Manifestations sportives
L'Open de Vertou (ou Open GDF SUEZ de Nantes Atlantique) compte pour le circuit de tennis féminin ITF depuis 2004. Organisé sous la direction d'Alexandra Fusai, il se déroule début novembre dans les salles de L'Entente Tennis de Vertou (ex-Tennis Sud).

#### Clubs sportifs
En football, l'Union sportive de la Sainte-Anne de Vertou accède pour la première fois au Championnat National (CFA2-D5) en 2008. Lors de la saison 2012-2013, l'USSA Vertou atteint les 16es de finale de la Coupe de France.
Les autres clubs de la commune sont l'AS Beautour et le FC Vertou, qui ont fusionné en juin 2015 pour former l'ES Vertou Foot.
On retrouve aussi un club de football féminin, le GF Vertou Sorinière.
Le club de canoë-kayak de Vertou regroupe des dizaines d'adhérents qui pratiquent ce sport de glisse sur la Sèvre Nantaise, hiver comme été. L'école de pagaie initie les jeunes kayakistes aux différentes disciplines. Une section adulte et compétition existe également.
En handball, c'est le Vertou Handball qui représente la commune depuis 2005. Le club engage une équipe senior pour la première fois en 2013, et remporte depuis ce jour les 4 championnats départementaux auxquels elle a participé. Titré à 4 reprises le club est passé de la D1 à la Pré-région en 4 saisons.
Le Judo club Vertou est une association sportive dirigée par des bénévoles. Le club accueille de 5 à 77 ans et plus encore... Les cours sont dispensés par des professeurs diplômés d’état (DEJEPS), pour la meilleure qualité d’enseignement et de sécurité. L'objectif du club est la pratique du judo et du ju-jitsu, dont les valeurs ne sont plus à démontrer et dans un esprit de convivialité. Il peut se pratiquer dans un objectif de loisir ou de compétition avec pour point commun de progresser dans la maîtrise technique et l'épanouissement personnel, adapté au rythme de chacun.
Le club d'échecs de Vertou, en partenariat avec la ville de Vertou, est affilié au Comité départemental du jeu d’échecs de la Loire-Atlantique, à la Ligue des Pays de la Loire, et à la Fédération française des échecs. Il propose l'enseignement des bases du jeu, la pratique des échecs en activité de loisir, ainsi qu'une initiation et une pratique de la compétition.

### Médias
La presse écrite locale est dominée par le groupe Ouest-France et ses éditions Ouest-France et Presse-Océan. Vertou fait également partie de la zone de diffusion de L'Hebdo de Sèvre et Maine. La commune bénéficie de la même offre de radio et télévision que celle de Nantes, dont elle est limitrophe.

### Cultes
L'église Saint-Martin de Vertou est consacrée à la pratique de la religion catholique. Le territoire de la commune, à l'exception de Beautour, fait partie de la paroisse Saint-François-des-Coteaux. Beautour, avec son église de la Sainte-Famille, fait partie de la paroisse Saint-Jacques-Saint-Jean-Sainte-Famille. Ces deux paroisses sont situées dans la zone pastorale Nantes-Sud, qui dépend du diocèse de Nantes (province ecclésiastique de Rennes).
L'ancienne chapelle Notre-Dame-des-Victoires a été vendue par le diocèse catholique (qui n'en avait plus l'usage) à la communauté orthodoxe roumaine de l'agglomération nantaise qui souhaitait devenir propriétaire de sa propre église, ne disposant plus de son ancien lieu de culte, loué jusqu'alors à Nantes. L'ancienne chapelle catholique est ainsi devenue, en 2016, l'église orthodoxe des Saints-Apôtres-Pierre-et-Paul, une paroisse de la métropole orthodoxe roumaine d'Europe occidentale et méridionale, dont le siège est à Paris, et qui est une juridiction de l'Église orthodoxe roumaine.

## Économie

### Revenus de la population et fiscalité
En 2010, le revenu fiscal médian par ménage était de 37 025 €, ce qui plaçait Vertou au 4 511 e rang parmi les 31 525 communes de plus de 39 ménages en métropole.

### Emploi
En 2009, les Vertaviens ayant entre 15 et 64 ans étaient 14 032. Les actifs ayant un emploi représentaient 66,4 % de cette population, les retraités en représentaient 11,1 %, les chômeurs 4,8 %, tandis que 5,4 % des habitants de Vertou étaient considérés comme « autres inactifs ». Enfin la population estudiantine représentait 12,3 % de la population de la commune.
La même année l'Insee recense un taux de chômage de 6,7 % pour la commune contre 9,5 % pour le département.
|                        | Agriculture | Industrie | Construction | Commerce, transport, services | Administration, santé, enseignement, social |
| Vertou                 | 1,7 %       | 13,0 %    | 7,6 %        | 48,1 %                        | 29,6 %                                      |
| Moyenne départementale | 2,7 %       | 14,4 %    | 7,5 %        | 46,4 %                        | 29,0 %                                      |

|                        | Agriculteurs | Artisans, commerçants, chefs d'entreprise | Cadres, professions intellectuelles | Professions intermédiaires | Employés | Ouvriers |
| Vertou                 | 0,6 %        | 5,1 %                                     | 14,1 %                              | 28,9 %                     | 26,7 %   | 24,6 %   |
| Moyenne départementale | 1,7 %        | 5,4 %                                     | 15,6 %                              | 26,3 %                     | 27,6 %   | 23,4 %   |

### Entreprises et commerces
Historiquement, Vertou a connu une activité industrielle ancienne, du fait de la présence de la Sèvre d'abord, d'un axe de communication important ensuite, puis de l'existence d'importantes étendues disponibles lors de l'extension industrielle de Nantes. Trois zones d'activité se démarquent :
- la Maladrerie, le long de la RN149 ;
- le parc industriel de la Vertonne, qui jouxte la précédente et s'étend vers le sud ;
- la zone artisanale, le long de la RN149.

En 2003, ces trois zones s'étendaient sur 150 hectares, accueillaient 150 entreprises employant 2 000 salariés.
Selon l'Insee, au 1er janvier 2011, Vertou comptait 1 110 entreprises, dont 65 dans l'industrie, 125 dans la construction, 764 dans le commerce, le transport et les services, et 156 dans l'administration, l'enseignement, la santé et l'action sociale. La plus emblématique entreprise installée à Vertou est l'unité de production de la Biscuiterie nantaise (BN).
Deux grandes zones commerciales se démarquent sur le territoire de la commune (chiffres Insee 2008) : le centre-ville, qui présente 7 000 m2 de surface commerciale, et « Pôle Sud », qui couvre 3 000 m2, l'ensemble des commerces couvrant 15 000 m2 environ.

### Agriculture
Historiquement, le secteur agricole de Vertou repose sur la viticulture et le maraîchage. Le vignoble occupait en 1994 plus de la moitié de la surface exploitée sur la commune. Après avoir connu un léger rajeunissement dans le milieu des années 1990, le milieu des agriculteurs a vu ses effectifs décroître. Entre 1989 et 1994, 25 exploitations agricoles ont disparu. La superficie agricole utile (SAU) a fortement diminué entre 1979 et 1994, passant de 1 296 à 790 hectares.
La viticulture est caractérisée par l'exploitation de muscadet, certifié AOC (muscadet-sèvre-et-maine et muscadet sans dénomination locale) ; les exploitations se situent dans l'est de la commune. L'élevage (de bovins notamment) a périclité à la fin du XXe siècle, notamment en raison de l'écart de rentabilité par rapport à la viticulture. Les parcelles de vignes rapportant suffisamment malgré leur taille réduite et leur essaimage, les zones réservées aux autres activités agricoles n'ont pu s'étendre, ce qui a entravé l'amélioration de leur rentabilité et l'abandon progressif du secteur sur la commune.

## Culture locale et patrimoine

### Patrimoine architectural

#### Patrimoine civil
La chaussée des Moines, composée aujourd'hui d'une écluse et d'une retenue d'eau permettant de traverser la Sèvre, fut bâtie par les moines de l'abbaye de Vertou vers l'an 1000, puis entre 1470 et 1650. L'écluse, construite en 1755, est détruite en 1793 lors de la guerre de Vendée. Elle est rebâtie en 1839.
La commune recèle plusieurs manoirs et châteaux :
- le manoir de La Salmonière est construit au XVe siècle. La demeure subit des dommages en 1793, et seules quelques parties sont d'origine. Ce manoir a été habité par Charles Marionneau ;
- le manoir du Portereau date du XVe siècle, mais est refait au XIXe[F 3] ;
- au XVIIIe siècle apparaît le manoir de La Noé Rocard[F 4] (qui doit son nom à Yves Rocaz, maire de Nantes) ;
- au XVIIIe siècle, apparait également le Manoir de La Bareille (détruit par un incendie lors des combats en 1793) ;
- le château de l'Angebardière (reconstruit en 1856 pour l'industriel Théodore Dubigeon) ;
- le château de La Frémoire[F 5] ;
- le château de Mottechaix ;
- la demeure de L'Aulnaye (rebâtie après 1785 au goût de Jean-Baptiste Mosneron, député de l'Assemblée constituante de 1789, et propriété de la famille Grandjouan au XXe siècle) ;
- le château de l'Ebaupin[76] ;
- le château de Portillon.

En 1820 est construit un des deux seuls monuments historiques de la ville, la villa de la Bastière, pour Eugène Ferrey, baron de Rozengat ; les plans sont attribués à François-Léonard Seheult,.
Vers 1880, l'imprimeur nantais Henri-Désiré Charpentier, fils de Pierre Henri Charpentier, fait don à la paroisse de Vertou d'un terrain de 7 500 m2, dans le but de permettre la construction d'un hospice. Une disposition testamentaire oblige son héritier à financer la construction de l'établissement à la mort d'Henri Charpentier, en 1882. L'hospice, œuvre de l'architecte nantais René Ménard, est baptisé du nom de son bienfaiteur, et est ouvert en 1884. La mairie de Vertou fait l'acquisition du site en 1933, et l'établissement devient alors un hôpital rural. Au début du XXIe siècle, l'activité hospitalière est transférée à l'hôpital des Clouzeaux, et l'ancien hospice, rénové selon les plans de l'architecte Xavier Ménard, devient une médiathèque d'une superficie de 1 500 m2. La cour d'origine devant la façade principale a été aménagée, avec un toit appuyé sur une charpente métallique, des baies de verre et des tuyaux apparents, qui tranchent avec l'architecture du bâtiment du XIXe siècle, qui a été conservé dans son apparence d'origine.
L'activité industrielle a laissé de nombreuses traces architecturales sur la commune. Le moulin Gautron, qui date de 1898, est une ancienne minoterie utilisant la force hydraulique de la Sèvre. Cette activité perdure jusqu'en 1920, date à laquelle il est racheté par la famille Dejoie pour devenir une usine de sulfate jusque 1922, lorsqu'un incendie ravage le bâtiment. Laissé à l'abandon, il est racheté en 1946 par la commune, qui en fait un abattoir actif jusqu'en 1971. Il devient alors atelier de poterie, puis salle d'exposition.
Plus récente, l'usine BN  a ouvert ses portes en 1961.

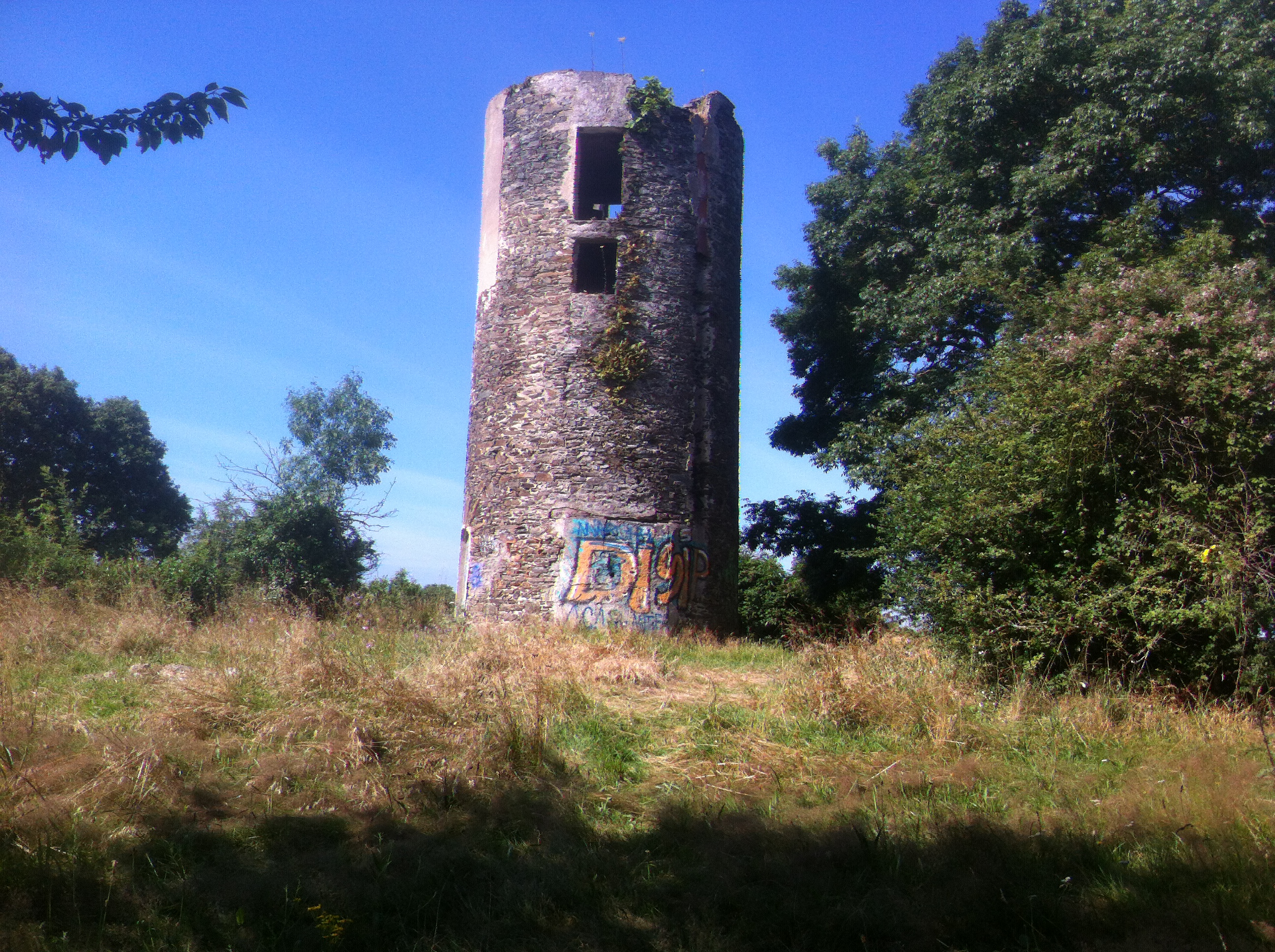
Le moulin du Chêne.
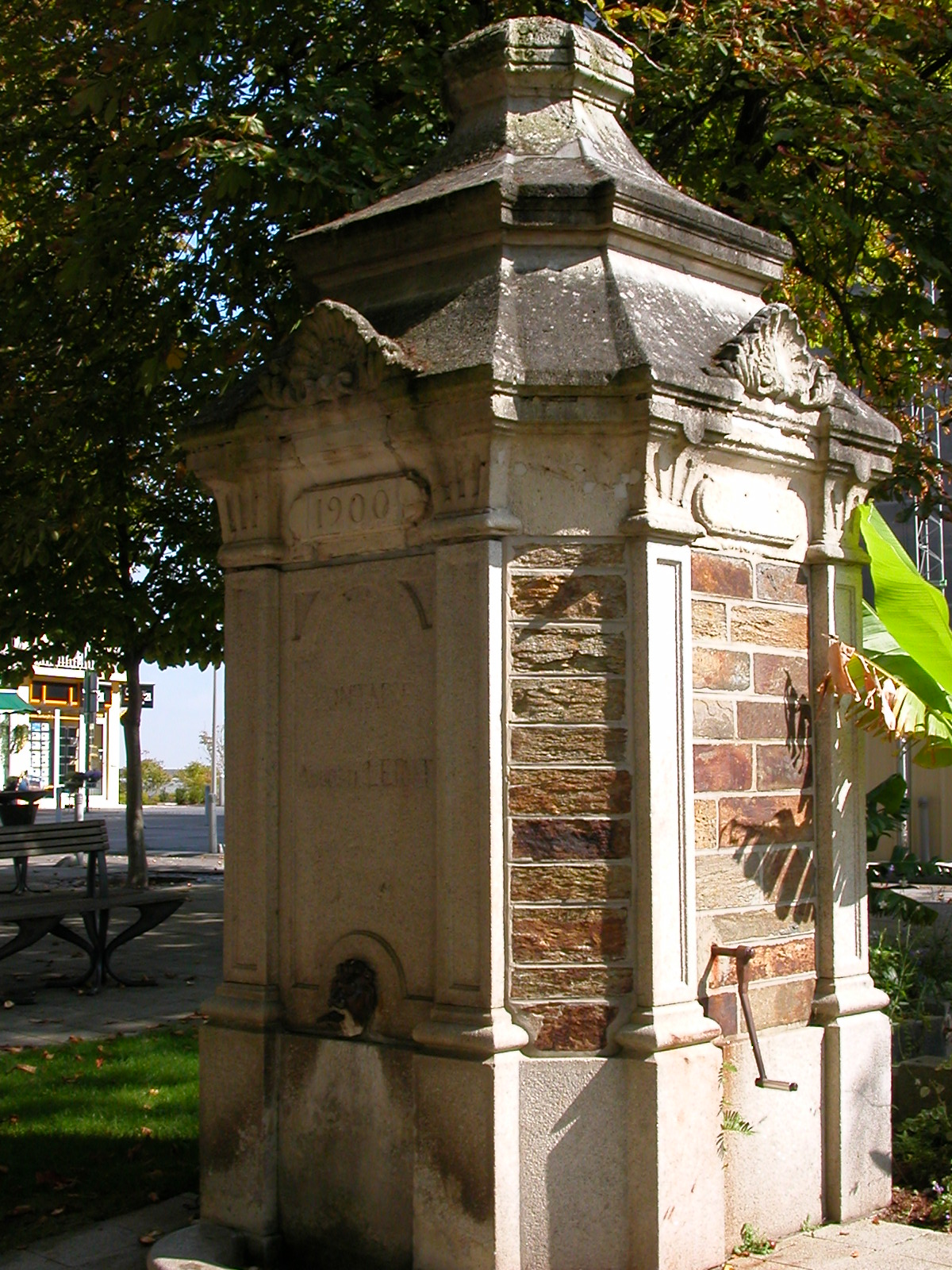
La fontaine Lerat.
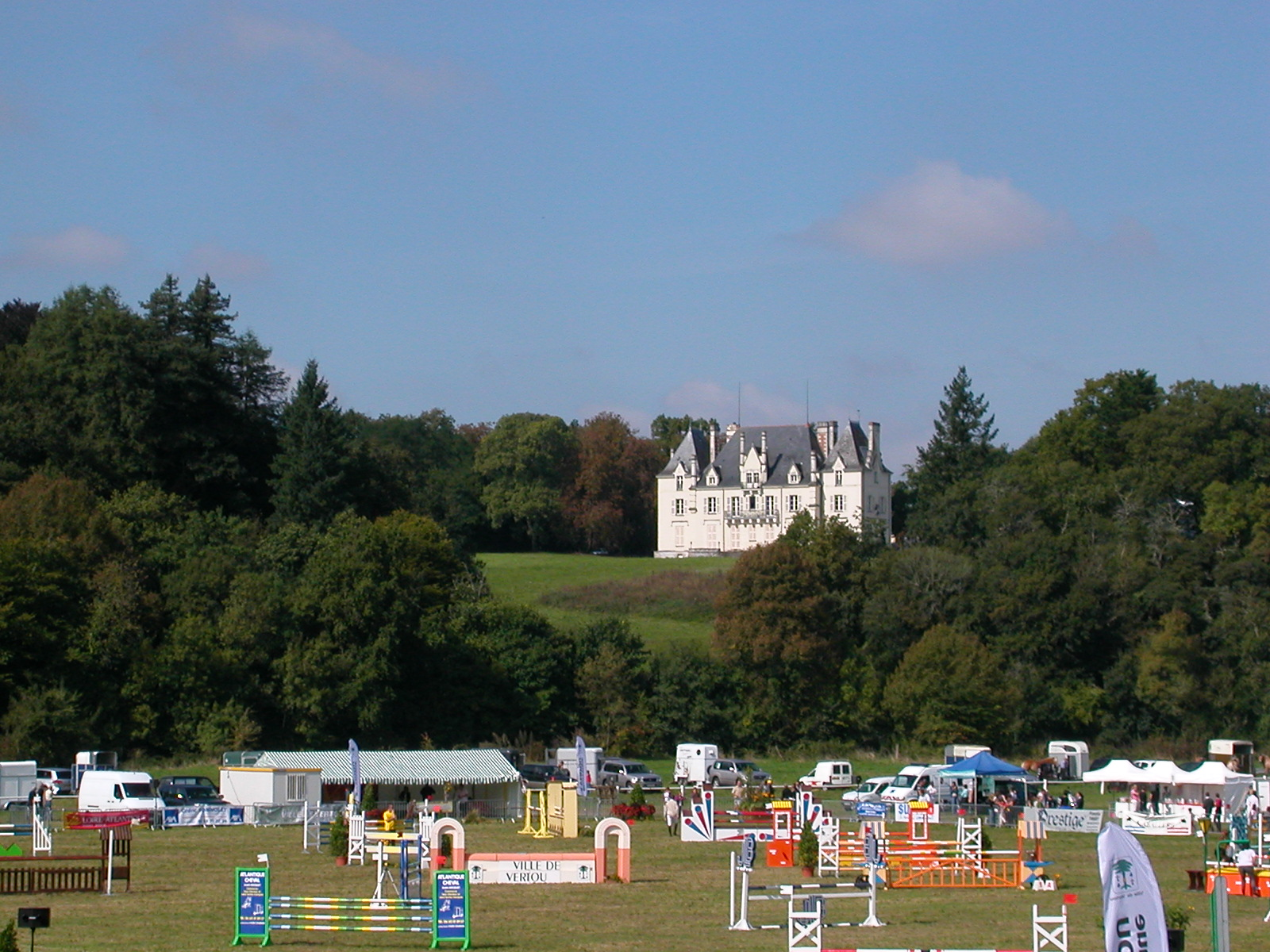
Hippodrome et château de la Frémoire.
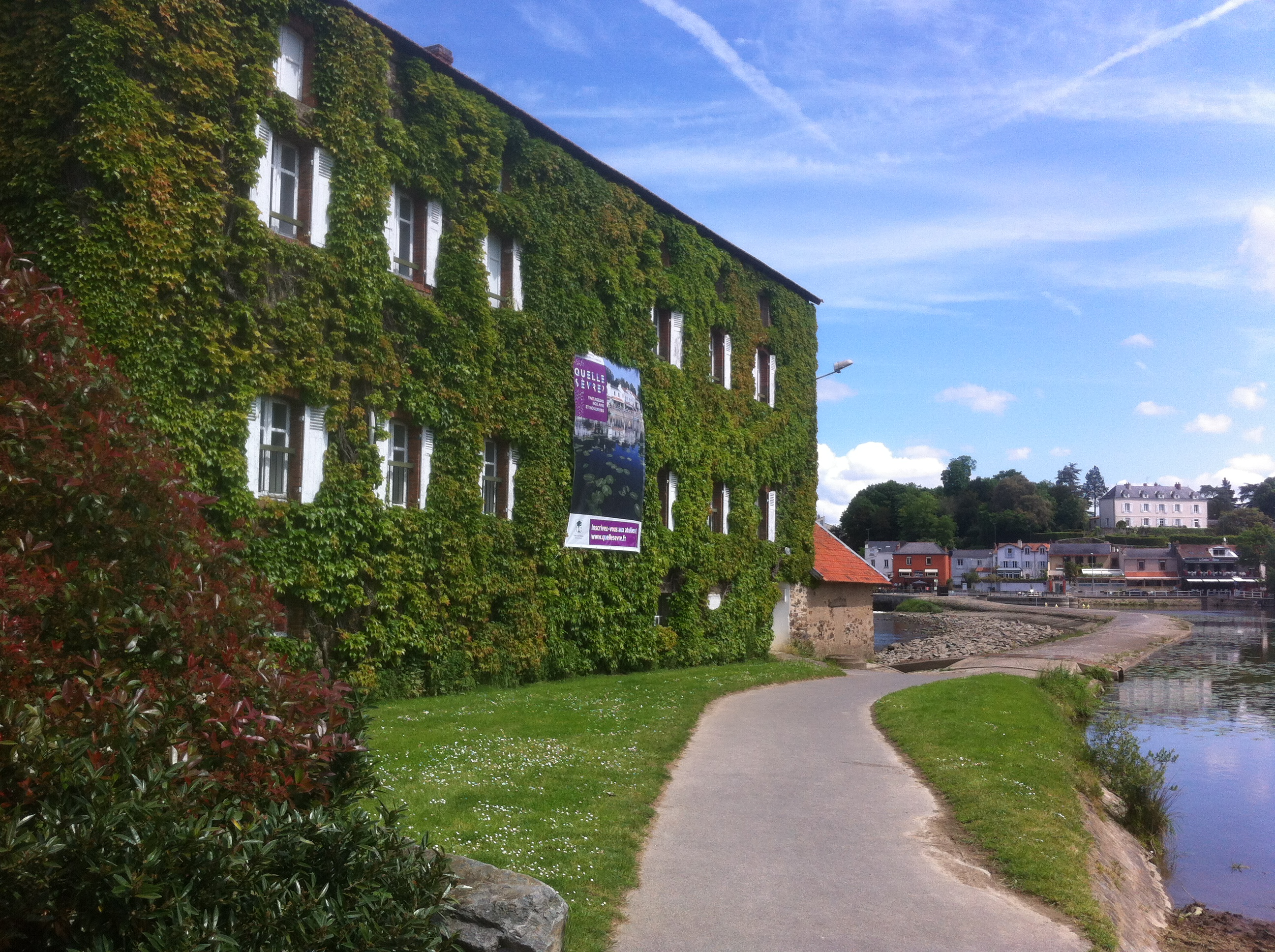
Le moulin Gautron, et la chaussée des moines.

#### Patrimoine religieux
- Des sarcophages mérovingiens ont été découverts entre 1911 et 1932, dans les anciens cimetières fermés en 1780, et situés dans le jardin du presbytère et sur la place de l'Église. Ils sont placés aujourd'hui dans le cimetière de la Berquetterie[F 2]. Au XIe siècle, des sarcophages des IIe et IIIe siècles sont découpés pour être réutilisés dans la construction de l'église de Vertou ; un bas-relief sculpté sur du marbre représentant un griffon, qui en provient, est déposé au musée Dobrée[F 2].
- L'abbaye Saint-Martin de Vertou, fondée par saint Martin en 575, est détruite par les Normands au IXe siècle. Reconstruite au Xe siècle, puis restaurée au XVIIe siècle, elle est de nouveau détruite pendant la Révolution française[F 4]. Le seul vestige subsistant est un portail, construit en 1652, et inscrit à l'inventaire des monuments historiques depuis le 10 octobre 1971[79].
- L'église Saint-Martin est construite entre 1875 et 1887. Sur ce site, une première église est bâtie au VIe siècle, et consacrée par Félix de Nantes en 576. Trop petite, elle est détruite en 840, et les moines de l'abbaye entreprennent la construction d'un édifice plus adapté. Mais les travaux sont interrompus par l'irruption des Normands en 853. Ce n'est qu'en 985 que les moines peuvent terminer le projet. L'église a alors deux vocations, abbatiale et paroissiale. Elle est, en conséquence, dotée de deux clochers. Très endommagée en 1793, elle a été restaurée. Puis, pour répondre à l'augmentation de la population, sa reconstruction est décidée. Tout d'abord consacrée à saint Jean-Baptiste, puis à saint Blaise, elle est, depuis 1993, de nouveau vouée à saint Martin.
- Construite à Beautour à la fin du XIXe siècle[F 8] à l'initiative de l'industriel catholique Tertrais, propriétaire de la conserverie locale[80], l'ancienne chapelle Notre-Dame-des-Victoires consacrée en 1902[81], à l'origine propriété privée de Tertais, devient un temps l'église du quartier de Beautour, avant la construction de l'église de la Saint-Famille. Elle est devenue, depuis 2016, l'église des Saints-Apôtres-Pierre-et-Paul, où sont célébrés les offices de la communauté orthodoxe roumaine de l'agglomération nantaise.
- La chapelle de la Bauche Malo.

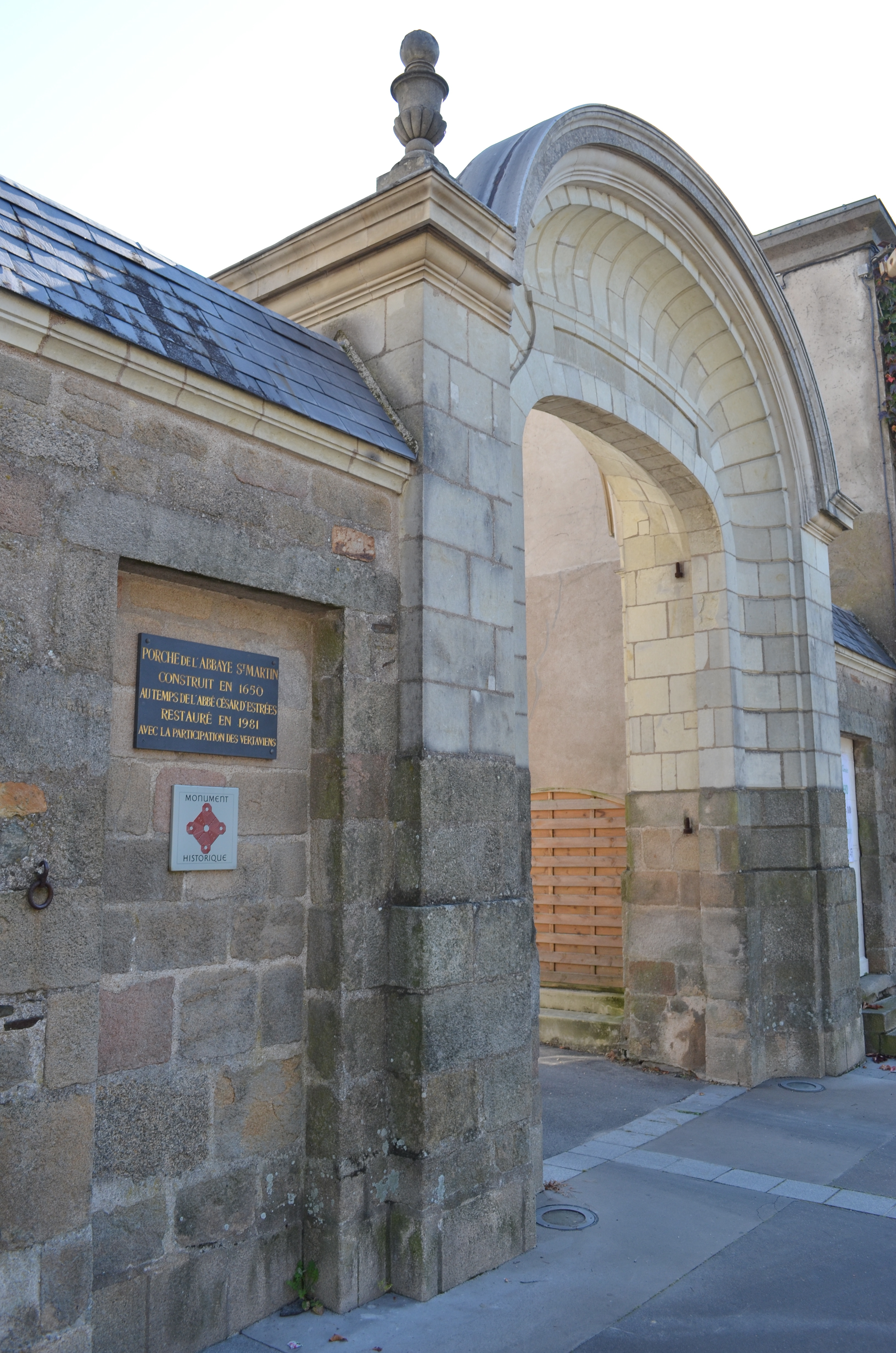
Porche de l'ancienne abbaye Saint-Martin.
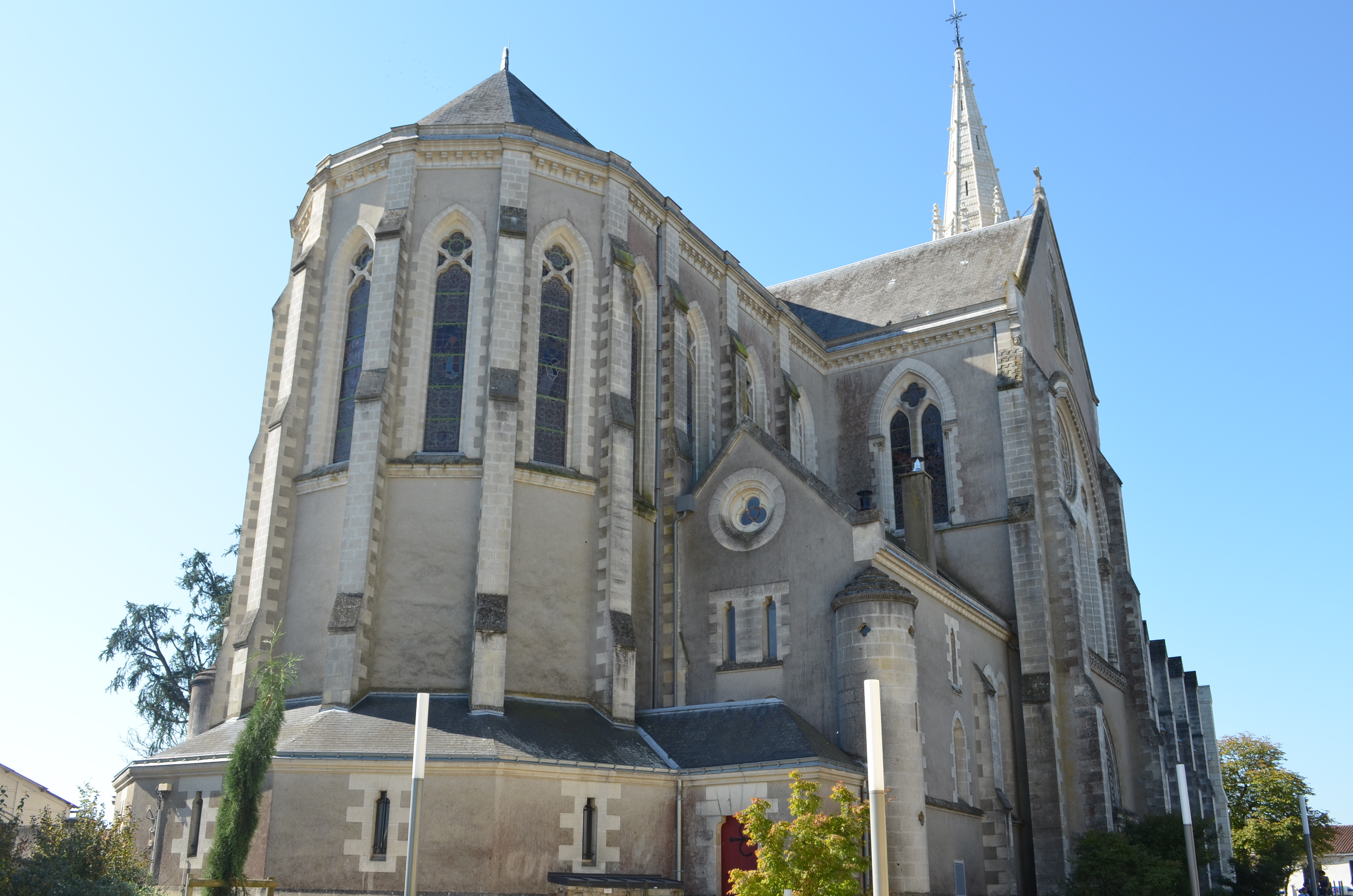
Église Saint-Martin.

### Patrimoine naturel

#### Zones protégées
Vertou n'est concernée par aucune zone Natura 2000.
Cinq zones de la commune de Vertou bénéficient d'une protection au titre des zones naturelles d'intérêt écologique, faunistique et floristique.
La forêt de Touffou bénéficie de ce type de protection depuis 1989. Ce massif forestier de dimensions modestes recèle un étang et est parcouru par un petit cours d'eau ; il est protégé pour son intérêt faunistique, notamment la présence d'odonates et lépidoptères rhopalocères. Cette forêt est habitée par sept espèces animales et trois espèces végétales protégées.
Les autres protections concernent :
- la vallée de la Sèvre Nantaise de Nantes à Clisson[86] ;
- la vallée de la Maine à l'aval d'Aigrefeuille-sur-Maine[87] ;
- les prairies humides et coteaux boisés entre Beautour et Vertou[88] ;
- les prairies humides et coteaux boisés au Portillon[89].

#### Parcs et espaces verts
Les bords de la Sèvre Nantaise offrent la plus grande part des espaces verts de la commune. Le parc du Loiry est un lieu de promenade, doté d'un parcours santé. Les rives de la Sèvre sont parcourus par des chemins pédestres. Les autres sites aménagés principaux sont le parc de la Sèvre, la Cale de Beautour et le Portillon. À la suite de la concertation citoyenne de 2017, un nouveau parc va être créé sur le coteau du Chêne à partir de 2020. Ce parc s'étendra sur 2 hectares et englobera l'ancienne carrière du moulin.

### Emblèmes

#### Héraldique
| Vertou | D'argent à un if arraché de sinople, chargé sur le fût d'une fleur de lys d'or, accosté à dextre d'une fleur de lys d'azur soutenue d'une moucheture d'hermine de sable posées l'une sur l'autre, et à senestre d'une moucheture d'hermine de sable soutenue d'une fleur de lys d'azur, aussi l'une sur l'autre. La présence de l'if sur le blason est liée à la légende de saint Martin de Vertou. Sceau de la prévôté de Vertou (XVIe siècle) ; blason du Chapitre Saint-Martin. Louis XIII grava une fleur de lys sur le fût d'un if taillée à trois étages en 1620. La moucheture d'hermine évoque le blasonnement d'hermine plain de la Bretagne, rappelant l'appartenance passée de la ville au duché de Bretagne. Les fleurs de lys rappellent la France. Blason dessiné par l'héraldiste Michel Pressensé (délibération municipale en 1957), enregistré en 1972. |

### Légendes
Une légende raconte que saint Martin de Vertou aurait planté son bâton de pèlerin au milieu de la cour de l'abbaye qu'il venait fonder. Celui-ci prit racine et devint cet if que l'on voit toujours aujourd'hui.

### Personnalités liées à la commune
- Saint Martin de Vertou (527-601).
- Jean Laubier, seigneur de La Chaussée, fut maire de Nantes de 1593 à 1594.
- Paul de La Gironière (1797-1862), médecin et explorateur français (principalement aux Philippines), né à Vertou.
- Alphonse Bedeau (1804-1863), général français.
- Alfred Rébelliau (1858-1934), historien et membre de l'Institut.
- Marie Heurtin (1885-1921), célèbre sourde-muette-aveugle de naissance.
- Robert Hersant (1920-1996), éditeur de presse et homme politique français, né à Vertou.
- Michel Delahaye (1929-2016), journaliste, critique de cinéma, acteur et réalisateur, né à Vertou.
- Monique Créteur (1931-2023), femme de théâtre et de marionnettes y est née.
- Philippe Gondet (1942-2018), footballeur professionnel français et international, y est décédé.
- Erik Clavery (1980), champion du monde 2011 de trail, 4e à la Diagonale des Fous 2012.
- Hugo Marchand (1993), danseur étoile de l'opéra de Paris, y a grandi.

## Pour approfondir